# Вескі (Киллесте)
Вескі (ест. Veski), місцева вимова Вескімийса (ест. Veskimõisa) — село в Естонії, входить до складу волості Киллесте, повіту Пилвамаа.